# Peter K. Gregersen
Peter K. Gregersen (né en 1950) est un généticien qui dirige le Robert S. Boas Center for Genomics and Human Genetics au Northwell 's Feinstein Institute for Medical Research à Manhasset, New York, et est professeur de médecine moléculaire à l'École de médecine Hofstra Northwell. 

## Biographie
Il obtient son doctorat en médecine de l'Université de Columbia en 1976.
Gregersen et son équipe effectuent des analyses à l'échelle du génome pour identifier les polymorphismes associés à la polyarthrite rhumatoïde et à d'autres affections inflammatoires telles que le lupus et la myasthénie grave.
Avec le Dr Lars Klareskog et Robert J. Winchester, Gregersen, reçoit le prix Crafoord 2013 de l'Académie royale des sciences de Suède « pour leurs découvertes concernant le rôle de différents facteurs génétiques et leurs interactions avec des facteurs environnementaux dans la pathogenèse, le diagnostic et la clinique. prise en charge de la polyarthrite rhumatoïde. » ,.
Gregersen dirige le North American Rheumatology Consortium pour recueillir, analyser et mettre à disposition des données cliniques et génétiques sur 1 000 paires de frères et sœurs atteints de polyarthrite rhumatoïde.